# Gökhan Yavaşer
Gökhan Yavaşer (* 1978 in Sivas) ist ein türkischer Ringer. Im Jahr 2004 wurde er Europameister im freien Stil im Mittelgewicht.

## Werdegang
Gökhan Yavaşer begann 1991, im Alter von 13 Jahren, mit dem Ringen. Er wurde dazu Mitglied des Sportclubs Gebze Belediyesi SC İzmit. Später wechselte er zu Şeker Fb Ankara. Sein Trainer ist Turan Ceylan. Er ringt ausschließlich im freien Stil, ist Student, bestreitet seinen Lebensunterhalt aber vor allem mit dem Ringen.
Gökhan Yavaşer war bereits als Junior sehr erfolgreich. 1994 nahm er erstmals an einer Junioren-Weltmeisterschaft teil und gewann in Frankfort/USA in der Gewichtsklasse bis 65 kg Körpergewicht (KG) bei den Cadets (= Altersklasse bis zum 16. Lebensjahr) eine Bronzemedaille. 1996 wurde er bei der Junioren-Europameisterschaft in Sofia bei den Juniors (= Altersklasse bis zum 18. Lebensjahr) in der Gewichtsklasse bis 68 kg KG hinter dem Ungarn Tamas Kiss Vize-Europameister. Im Jahre 1997 feierte er schließlich in Istanbul den größten Erfolg im Juniorenalter, als er Junioren-Europameister in der Gewichtsklasse bis 70 kg vor Arsen Gitinow aus Russland wurde.
Bei den Senioren gab Gökhan Yavaşer bei der Weltmeisterschaft 2001 in Sofia seinen Einstand. Er belegte dabei im Weltergewicht den 9. Platz nach einer Niederlage in seinem dritten Kampf gegen Mehdi Hajizadeh Jouibari aus dem Iran. Im Jahre 2003 war er bei der Weltmeisterschaft in New York im Mittelgewicht am Start. Er gewann dort zwar gegen den starken Alik Musajew aus der Ukraine, unterlag allerdings wieder in seinem dritten Kampf dem Georgier Rewas Mindoraschwili und erreichte den 7. Platz.
Bei der Europameisterschaft 2004 in Ankara feierte Gökhan Yavaşer mit Unterstützung des heimischen Publikums dann seinen größten Erfolg. Er wurde mit vier Siegen Europameister im Mittelgewicht und besiegte dabei im Endkampf Rewas Mindoraschwili knapp mit 3:2 techn. Punkten. Bei den Olympischen Spielen 2004 in Athen verlor er aber gleich seinen ersten Kampf gegen Taras Danko aus der Ukraine klar nach Punkten (0:6 techn. Punkte). Trotz eines Sieges in seinem nächsten Kampf schied er aus und erreichte, dem damaligen eigenartigen Reglement entsprechend nur den 15. Platz.
In den folgenden Jahren wurden seine Einsätze bei den internationalen Meisterschaften seltener. Er fand auch bei nationalen Titelkämpfen in Serhat Balcı seinen Bezwinger. Er erreichte aber bei der Europameisterschaft 2006 in Moskau im Mittelgewicht mit drei Siegen noch einmal das Finale, in dem er aber dem russischen Starathleten Adam Saitijew nach Punkten unterlag.
Bei der türkischen Meisterschaft 2006, die Ende des Jahres stattfand, kam es im Kampf gegen Hasan Ergin zu einem Skandal, als beide Ringer kurz vor Kampfende die sportliche Fairness verließen und aufeinander einschlugen. In den Jahren 2007 und 2008 wurde Gökhan Yavaşer deshalb bei keinen internationalen Meisterschaften mehr eingesetzt.
Im Jahre 2009 feierte er bei der Europameisterschaft in Vilnius aber ein Comeback und gewann dort im Mittelgewicht die Bronzemedaille. Er besiegte dabei in seinem ersten Kampf den Deutschen Peter Weisenberger mit 2:1 Rundengewinnen. Der Weg zum Titel wurde ihm von Ex-Weltmeister Ibragim Aldatow aus der Ukraine verbaut, der Gökhan Yavaşer nach Punkten schlug.
2010 startete er bei der Weltmeisterschaft in Moskau, unterlag aber dort im Mittelgewicht in seinem ersten Kampf gegen Naurus Srapilewitsch Temresow aus Aserbaidschan, womit er ausschied und nur auf den 24. Platz kam.

## Internationale Erfolge
| Jahr | Platz | Wettbewerb                            | Gewichtsklasse | |
| 1994 | 3.    | Junioren-WM (Cadets) in Frankfort/USA | bis 65 kg KG   | hinter Ramazan Murtasalijew, Russland u. Dalgat Dalgatow, Aserbaidschan |
| 1995 | 5.    | Junioren-EM (Juniors) in Witten       | bis 68 kg KG   | hinter Ruslan Chalimow, Ukraine, Dariusz Chojnacka, Polen, Roman Dschunusow, Armenien u. Felix Polianidis, Griechenland                                                         |
| 1996 | 2.    | Junioren-EM (Juniors) in Sofia        | bis 68 kg KG   | hinter Tamas Kiss, Ungarn, vor Sandrudin Aigubow, Moldawien, Robert Tedejew, Ukraine u. Schamil Gaidarow, Russland                                                              |
| 1996 | 5.    | "Yasar-Dogu"-Memorial in Ankara       | Leicht         | hinter Sasa Sasirow, Ukraine, Ömer Üngör, Türkei, Ho Hwang-Sang, Südkorea u. Mustafa Demirkiran, Türkei                                                                         |
| 1996 | 12.   | Junioren-WM (Juniors) in Moskau       | bis 68 kg KG   | Sieger: Majid Khidan, Iran vor Karol Chilinski, Polen u. Um Tah-Shum, Südkorea                                                                                                  |
| 1997 | 1.    | Junioren-EM in Istanbul               | bis 70 kg KG   | vor Arsen Gitinow, Russland, Wladimir Sirotin, Ukraine u. Karol Chilinski |
| 1997 | 5.    | Junioren-WM in Helsinki               | bis 70 kg KG   | hinter Arsen Gitinow, Masoud Jamshidi, Iran, Ramazan Murtasalijew, Kasachstan u. Theodor Ulunbeloschwili, Georgien                                                              |
| 1999 | 4.    | "Yasar-Dogu"-Memorial in Ankara       | Welter         | hinter Adem Bazachojew, Russland, Aydin Halimoglu, Türkei u. Elschad Alachwerdijew, Aserbaidschan                                                                               |
| 2000 | 2.    | "Yasar-Dogu"-Memorial in Ankara       | Welter         | hinter Schamil Aliew, Russland, vor Mirlan Modalijew, Kirgisistan |
| 2001 | 1.    | "Yasar-Dogu"-Memorial in Ankara       | Welter         | vor Adem Bereket, Türkei u. Eligan Preda, Rumänien |
| 2001 | 3.    | Welt-Cup in Baltimore                 | Welter         | hinter Joe E. Williams, USA u. Mehdi Akhbarnejad, Iran |
| 2001 | 9.    | WM in Sofia                           | Welter         | mit Siegen über Janis Leisavnieks, Lettland u. Manuel Garcia Cardona, Puerto Rico u. einer Niederlage gegen Mehdi Hajizadeh Jouibari, Iran                                      |
| 2002 | 6.    | Universitäten-WM in Edmonton          | Mittel         | Sieger: Fang Xiao Sheng, China, vor Sergei Kolesnikow, Israel u. Majid Khodaee, Iran                                                                                            |
| 2003 | 1.    | CISM-Militär-WM in Istanbul           | Mittel         | vor Wassili Maruchenko, Weißrussland u. Magomedali Gadschilalow, Usbekistan |
| 2003 | 7.    | WM in New York                        | Mittel         | mit Siegen über Alik Musajew, Ukraine u. Adrian Antoine Jaoude, Brasilien u. einer Niederlage gegen Rewas Mindoraschwili, Georgien                                              |
| 2004 | 1.    | EM in Ankara                          | Mittel         | mit Siegen über Vugar Gurbanow, Russland, Arkadij Zopa, Bulgarien, Alik Musajew u. Rewas Mindoraschwili                                                                         |
| 2004 | 15.   | OS in Athen                           | Mittel         | nach einer Niederlage gegen Taras Danko, Ukraine u. einem Sieg über Mahmud Agajew, Armenien (kampflos)                                                                          |
| 2005 | 2.    | "Yasar-Dogu"-Memorial in Ankara       | Mittel         | hinter Serhat Balci, Türkei, vor Osman Ozgun, Türkei u. Naurus Srapilewitsch Temresow, Russland                                                                                 |
| 2005 | 3.    | Universitäten-WM in Izmir             | Mittel         | hinter Oleg Kuschnir, Ukraine u. Majid Khodaee, gemeinsam mit Ewgeni Kulisch, Russland                                                                                          |
| 2006 | 5.    | Welt-Cup in Sari/Iran                 | Mittel         | hinter Georgi Ketojew, Russland, Oleg Durachenko, Ukraine, Reza Yazdani, Iran u. David Achalmosulischwili, Georgien                                                             |
| 2006 | 2.    | EM in Moskau                          | Mittel         | mit Siegen über Thomas Bucheli, Schweiz, Wadim Lalijew, Armenien u. Dejan Bogdanow, Mazedonien u. einer Niederlage gegen Adam Saitijew, Russland                                |
| 2007 | 5.    | "Yasar-Dogu"-Memorial in Ankara       | Mittel         | hinter Serhat Balci, Türkei, David Bichinaschwili, Deutschland, Fatih Koyuncu u. Abdullah Gülhan, bde. Türkei                                                                   |
| 2009 | 3.    | EM in Vilnius                         | Mittel         | mit Sieg über Peter Weisenberger, Deutschland, Niederlage gegen Ibragim Aldatow, Ukraine u. Siegen über Iwan Jankowski, Weißrussland u. Radoslaw Marcinkewicz, Polen            |
| 2009 | 7.    | WM in Herning/Dänemark                | Mittel         | nach Siegen über Shinya Matsumoto, Japan, Javier Ramos, Spanien u. Jaime Yusept Espinal, Puerto Rico u. Niederlagen gegen Jake Herbert, USA u. Scharif Scharifow, Aserbaidschan |
| 2010 | 24.   | WM in Moskau                          | Mittel         | nach Niederlage gegen Naurus Srapilewitsch Temresow, Aserbaidschan |

Anm.: alle Wettbewerbe im freien Stil, Weltergewicht, bis 74 kg und Mittelgewicht, bis 84 kg Körpergewicht

## Weblink
Profil von Gökhan Yavaşer bei United World Wrestling
| Personendaten    | Personendaten     |
| ---------------- | ----------------- |
| NAME             | Yavaşer, Gökhan   |
| KURZBESCHREIBUNG | türkischer Ringer |
| GEBURTSDATUM     | 1978              |
| GEBURTSORT       | Sivas             |